# Gymnothorax nasuta
Gymnothorax nasuta is een straalvinnige vissensoort uit de familie van murenen (Muraenidae). De wetenschappelijke naam van de soort is voor het eerst geldig gepubliceerd in 1961 door de Buen.